# السيد الخطأ
السيد الخطأ أو الرجل الخطأ (بالتركية: Bay Yanlış)‏ هو مسلسل رومانسي كوميدي تركي من بطولة جورجين أوز وفاطمة توبتاش، صدر المسلسل على قناة فوكس  في الفترة من 26 يونيو حتى 2 أكتوبر 2020.